# 尾山奈央
尾山 奈央（おやま なお、1980年 - ）は、日本の脚本家、エッセイスト。
茨城県出身。2012年『スープカレー』で脚本家としてデビュー。

## 主な脚本作品

### テレビドラマ
- スープカレー（2012年、北海道放送）

### 舞台
- お通夜 （2009年）

## 賞歴
- 第2回TBS連ドラ・シナリオ大賞入選

## 著作

### エッセイ・対談集
- 1年で20キロやせた私が見つけた月1断食ダイエット（2015年5月 リンダパブリッシャーズ ）